# Région économique du Centre

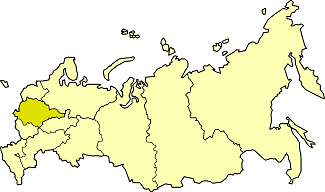
Région économique du Centre sur la carte de la Russie.

La région économique du Centre (en russe : Центральный экономический район, Tsentralny ekonomitcheski raïon) est l'une des douze régions économiques de Russie.

## Caractéristiques générales[1]
- Surface : 483 000 km2
- Population : 29 817 000 hab.
- Densité : 62 hab./km2
- Urbanisation : 83 % de la population est urbaine

## Composition
La région économique du Centre est composée des sujets fédéraux suivants :
- Oblast de Briansk
- Oblast de Iaroslavl
- Oblast d'Ivanovo
- Oblast de Kalouga
- Oblast de Kostroma
- Oblast de Moscou
- Oblast d'Orel
- Oblast de Riazan
- Oblast de Smolensk
- Oblast de Toula
- Oblast de Tver
- Oblast de Vladimir
- et la ville fédérale de Moscou

## Description
La région économique du Centre est située dans la partie centrale de la Russie européenne et centrée sur Moscou. Elle dispose d'un équipement routier et d'un équipement ferroviaire très denses. 
Après Moscou, les autres villes importantes sont : Nijni Novgorod, Smolensk, Iaroslavl, Vladimir, Toula, Dzerjinsk, et Rybinsk.
C'est une région industrielle primordiale pour la Russie où sont produits en quantité camions, bateaux, matériels ferroviaires, machines-outils, équipements électroniques, textiles (coton, laine) et des produits chimiques divers.
Les produits peuvent être transportés par un réseau dense de voies ferrées ou par les voies fluviales que sont les fleuves Volga et Oka et les canaux : le canal reliant la Volga et le Don permet de relier Moscou à la mer Caspienne et à la mer Baltique.